# Пащенко, Василиса Сергеевна
Василиса Сергеевна Пащенко (3 сентября 1923 — 19 апреля 1945) — военнослужащая советских ВВС, совершившая подвиг в Великой Отечественной войне, Герой Российской Федерации (16.08.2021, посмертно). Младший сержант.

## Биография
Родилась в селе Миллерово Донской области в крестьянской семье. Русская.
Во время Великой Отечественной войны в мае 1942 года зачислена в Красную Армию. Служила в 432-м батальоне аэродромного обслуживания на 3-м Украинском фронте. Была членом ВЛКСМ. В 1944 году окончила курсы воздушных стрелков-радистов. С октября 1944 по 1945 год воевала в составе 452-го бомбардировочного авиационного полка 218-й бомбардировочной авиационной дивизии (5-я воздушная армия, 2-й Украинский фронт).
В составе 5-й воздушной армии участвовала в Будапештской и Венской наступательных операциях. Согласно наградного листа, к 9 марта 1945 года выполнила 25 боевых вылетов, в том числе 16 — на Будапешт. В боевых вылетах проявила личную храбрость, участвовала в воздушных боях с немецкими истребителями. Награждена орденом Красной Звезды (12.03.1945).

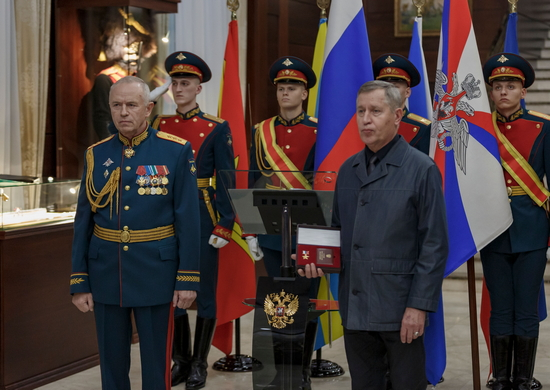
Церемония вручения медали «Золотая Звезда» Героя Российской Федерации племяннику лётчика Василисы Пащенко в Министерстве обороны России.

19 апреля 1945 года при выполнении боевого задания по бомбардировке железнодорожной станции города Брно немецким зенитным огнём был подбит бомбардировщик А-20 «Бостон» 452-го бомбардировочного авиационного полка, в экипаже котором младший сержант В. С. Пащенко была воздушным стрелком-радистом. Командир экипажа лейтенант Евгений Подвысоцкий пытался направить самолёт к линии фронта, отвернул от цели и дал приказ экипажу покинуть самолёт на парашютах, штурман и радист покинули самолёт, однако В. С. Пащенко осталась на борту. При вынужденной посадке в районе населённого пункта Лоденице Е. Подвысоцкий погиб.
К упавшему самолёту бросились немецкие солдаты. Василиса Пащенко открыла по ним огонь из бортового пулемёта, и отбила несколько попыток немцев захватить её в плен. Вела бой до последнего патрона, а когда расстреляла весь боезапас — во избежание плена застрелилась из табельного оружия.
Василиса Пащенко была захоронена в селе Ведровице, недалеко от места гибели. В 1946 году перезахоронена на братском воинском кладбище в селе Оржехов (в 15 км южнее г. Брно).
Указом Президента Российской Федерации от 16 августа 2021 года № 465 младшему сержанту Пащенко Василисе Сергеевне «за мужество и героизм, проявленные в борьбе с немецко-фашистскими захватчиками в период Великой Отечественной войны 1941—1945» присвоено звание Героя Российской Федерации (посмертно).
17 ноября 2021 года заместитель министра обороны Российской Федерации генерал-полковник Александр Фомин на торжественной церемонии передал племяннику героини Виктору Пащенко Звезду Героя Российской Федерации и документы на награду.

## Память
- В 2012 году усилиями чешских военно-поисковых клубов при содействии российского посольства на здании муниципалитета поселения Лоденице открыта мемориальная доска в память об экипаже бомбардировщика[7].
- В январе 2022 года имя Героя России Василисы Пащенко присвоено средней школе № 4 города Миллерово, на здании школы установлена мемориальная доска[11].